# Údolí Korangal

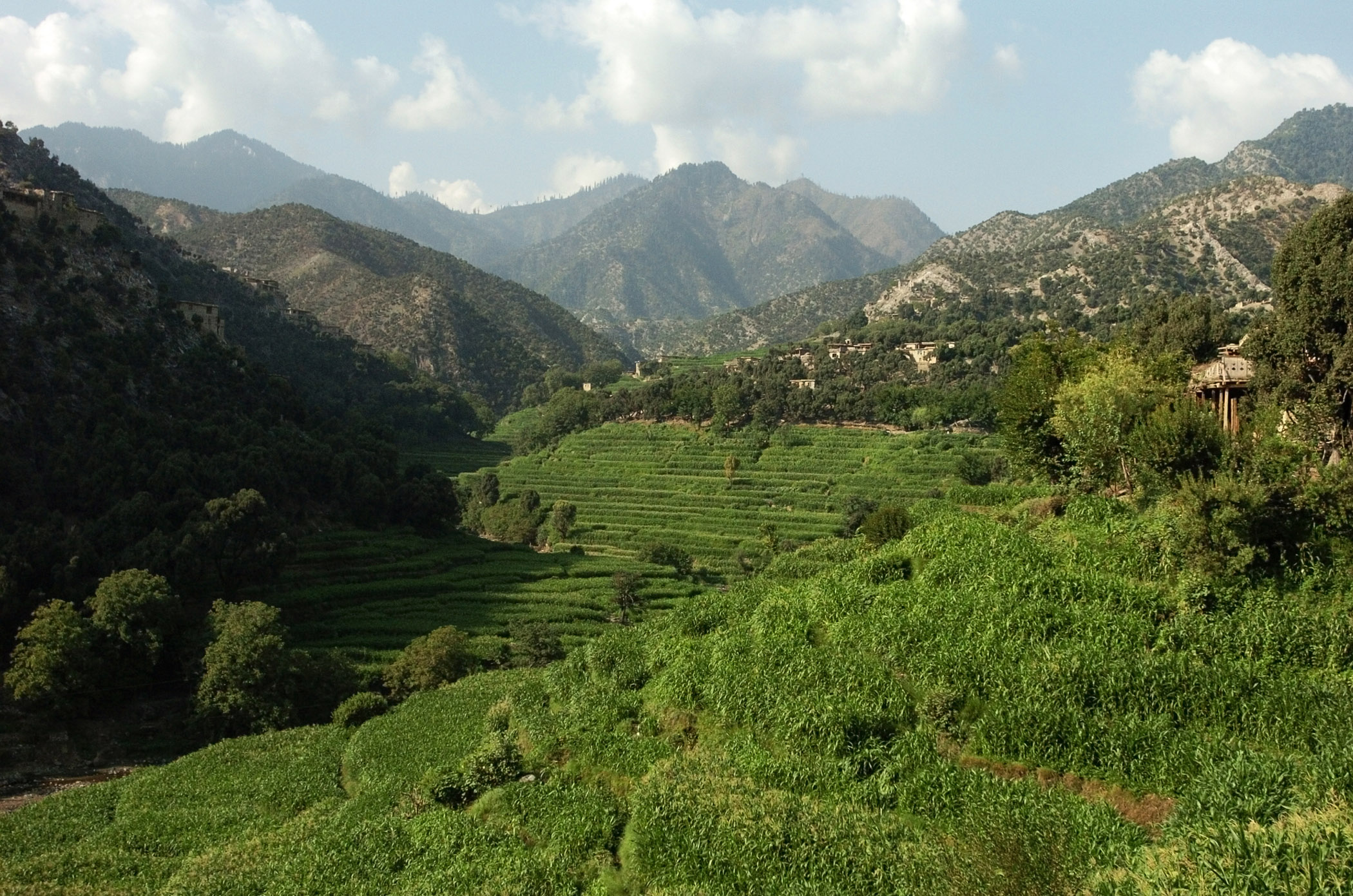
Údolí Korangal v roce 2009

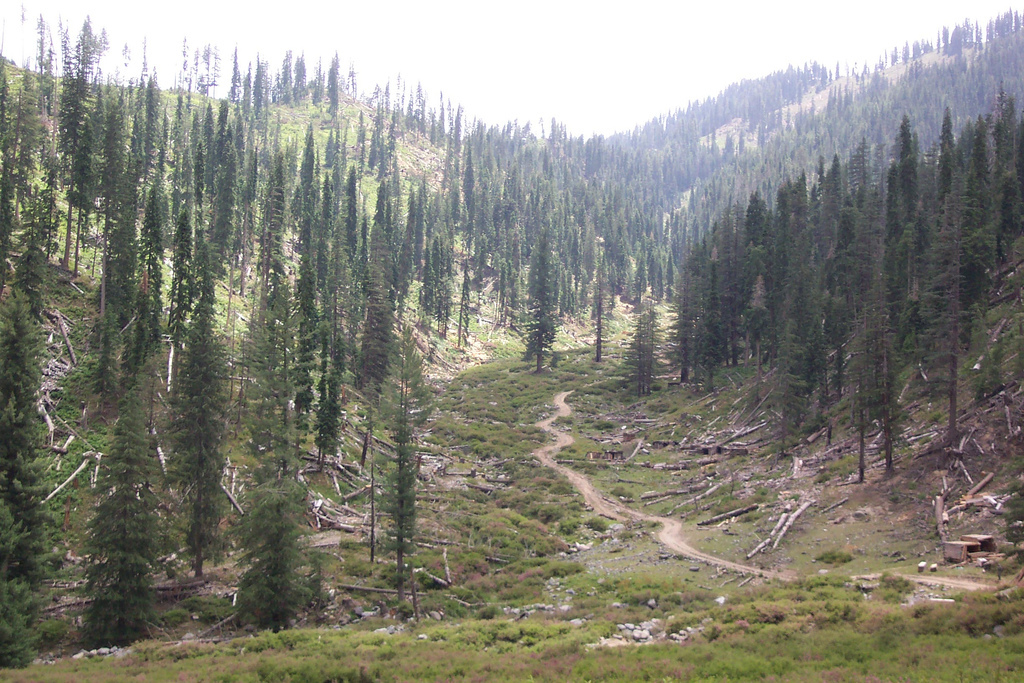
Neoprávněné sekání stromů dřevařskou mafií v údolí Korengal (2003)

Údolí Korangal (alternativně hláskované Korengal, Kurangal, Korangal; paštština: کړنګل), také přezdívané „Údolí smrti“, je údolí v okrese Dara-I-Pech v provincii Kúnar ve východním Afghánistánu.

## Zemědělství a lesnictví
Údolí je tvořeno pravým přítokem řeky Pech. Je dlouhé asi 10 kilometrů a široké méně než 1 kilometr. V údolí jsou skalnaté hory, ale není tam moc zemědělské půdy. Údolí Korangal je bujně zalesněno borovicemi. Velká část příjmů v údolí pochází z legálního a nelegálního lesnictví a z prodeje dřeva. Afghánská vláda pracuje na hledání způsobů, jak posílit ekonomiku regionu, aby bylo možné ukončit nelegální těžbu dřeva. Mezitím se místní v provincii Kúnar učí vysazovat nové stromy, aby zabránili odlesňování.